# Томоџи Танабе
Томоџи Танабе (јап. 田鍋 友時; Мијаконоџо, 18. септембар 1895 — Мијаконоџо, 19. јун 2009) био је јапански суперстогодишњак који је према гинисовој књизи рекорда носио титулу најстаријег живог мушкарца на свету у периоду од 24. јануара 2007. до 19. јуна 2009. године.

## Биографија
Томоџи Танабе рођен је у Мијаконоџоу, Префектура Мијазаки, Јапан, 18. септембра 1895. године. Каријеру је започео радећи као геодет и грађевински инжењер у локалној градској већници, а касније је радио у пољопривредној и сточарској индустрији. Био је ожењен и са својом супругом Суги, имао је пет синова и три ћерке. Суги је преминула 1989. године, у 93. години живота.
У септембру 2005. године, прославио је свој 110. рођендан, поставши први мушки суперстогодишњак из префектуре Мијазаки.
12. јуна 2006. године, након смрти 111-годишњег Ниџира Токуде из Кагошиме, постао је најстарији живи мушкарац у Јапану.
24. јануара 2007. године, након смрти 115-годишњег Емилијана Меркада дел Тора из Порторика, постао је најстарији живи мушкарац на свету.
10. априла 2007. године, након смрти 111-годишњег Козуруа Уеде, постао је најстарија жива особа у префектури Мијазаки.
Томоџи Танабе преминуо је у Мијаконоџоу, Префектура Мијазаки, Јапан, 19. јуна 2009. године, у доби од 113 година и 274 дана. Након његове смрти, тада 113-годишњи Хенри Алингам из Уједињеног Краљевства, преузео је титулу најстаријег живог мушкарца на свету.